# Vegesacker Hafenfest

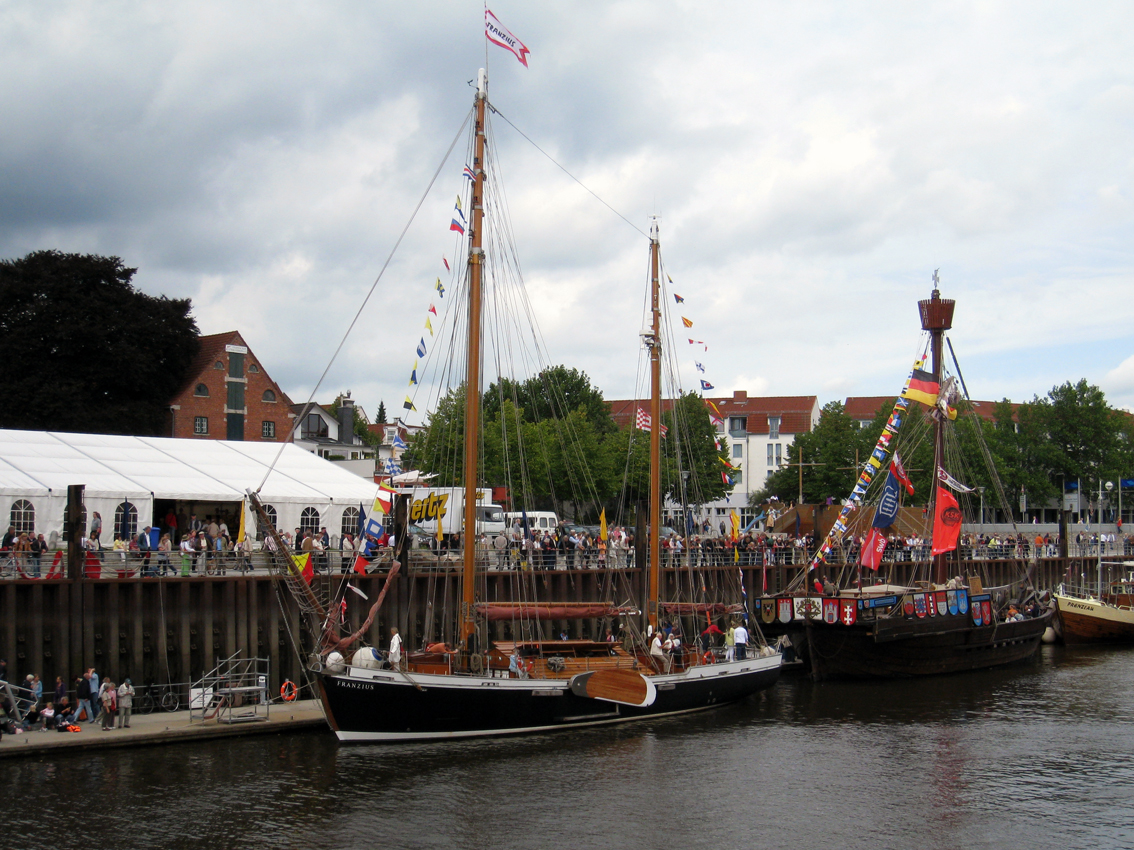
Vegesacker Hafenfest 2008

Das Vegesacker Hafenfest ist eine maritime Veranstaltung mit Volksfestcharakter in Bremen-Vegesack.
Unter dem Motto „Ganz Vegesack feiert das Hafenfest, feiern Sie mit“, organisierten Vegesacker Geschäftsleute und lokale Gastwirte 1980 das erste Vegesacker-Hafenfest im Rahmen der Fertigstellung der damals neugestalteten Hafenrandzone. Seitdem findet die dreitägige Veranstaltung, für die kein Eintritt erhoben wird, jährlich am ersten Wochenende im Juni rund um den Vegesacker Hafen statt.
Im Laufe der letzten Jahrzehnte entwickelte sich das Vegesacker Hafenfest zu einem Besuchermagnet für Gäste aus ganz Bremen und dem niedersächsischen Umland. 2011 besuchten zirka 120.000 Gäste die überwiegend gastronomischen Stände rund um vier Bühnen, auf den Live-Musik unterschiedlichster Stilrichtung, wie Rock, Shanty oder Schlager, präsentiert wurde.
Nachdem die Hafenfeste in den Jahren 2020 bis 2022 coronabedingt ausgefallen sind, fiel auch 2023 das Hafenfest zum vierten Mal in Folge aus. Nach Auskunft des veranstaltenden Vereins „Vegesacker Hafenfest e.V.“ sei das Hafenfest aufgrund gestiegener Kosten und zurückgehender Sponsorengelder nicht finanzierbar.